# Orthomol
Orthomol (vollständiger Name: Orthomol pharmazeutische Vertriebs GmbH) ist ein Familienunternehmen mit Sitz in Langenfeld, Nordrhein-Westfalen. Es wurde 1991 von Kristian Glagau und Hans Dietl gegründet.
Das Unternehmen vertreibt ungeachtet seiner Eigenbezeichnung keine pharmazeutischen Produkte, sondern lediglich Nahrungsergänzungsmittel mit Mikronährstoff-Kombinationen und ist dabei Marktführer im Bereich der sogenannten orthomolekularen Medizin, deren Grundannahmen und Konzepte nach Kriterien der evidenzbasierten Medizin nicht wissenschaftlich belegt sind und im Widerspruch zum anerkannten Stand der Ernährungswissenschaften stehen.

## Geschichte
Ende der 1980er Jahre entwickelte Kristian Glagau, vorher u. a. im Marketing der Firma Fresenius tätig, die Idee, orthomolekulare Produkte in Deutschland zu vertreiben, nachdem der Nobelpreisträger Linus Pauling im Jahr 1968 in den Vereinigten Staaten damit begonnen hatte, kombinierte Vitamin-, Mineralstoff- und Spurenelement-Präparate zur Prävention von Krankheiten einzusetzen. 1991 gründete Glagau mit seinem Partner Hans Dietl das Unternehmen Orthomol. Sie vertrieben spezifische Mikronährstoff-Kombinationen, die von Lohnherstellern produziert wurden. Als Warenlager nutzten sie zunächst Räumlichkeiten an Glagaus Wohnsitz in Langenfeld. Das Unternehmen wuchs und bis zur Jahrtausendwende hatte Orthomol die Zahl von 100 Mitarbeitern überschritten und sich zu einem der führenden Anbieter im Segment der Mikronährstoffe entwickelt.
2001 kaufte Glagau die Firmenanteile des zuvor verstorbenen Mitinhabers Dietl. 2003 erhielt das Unternehmen vom Bundesverband Deutscher Unternehmensberater den Company Award für besondere Managementleistungen. Der Vertrieb expandierte über Europa hinaus nach Russland, in die Vereinigten Staaten sowie den Nahen Osten und Asien.
Im Jahr 2009 verstarb auch der zweite Firmengründer Kristian Glagau. Das Unternehmen wurde von seinen beiden Kindern gemeinsam mit Michael Schmidt weitergeführt, der schon zu Lebzeiten Glagaus Geschäftsführer gewesen war.
Im Jahr 2013 erwarb Orthomol in der Nähe des Hauptsitzes in Langenfeld ein Freizeitgelände. Ab 2016 wurden dort auf Kosten des Unternehmens ein Bike-Parcours sowie Beachvolleyball- und Fußballfelder errichtet.
2014 verblieben schließlich Nils Glagau und Michael Schmidt an der operativen Spitze des Unternehmens. Sie steigerten den Umsatz im Jahr 2020 auf annähernd 130 Millionen Euro.
Im Jahr 2019 startete Orthomol den Bau eines neuen Produktionsgebäudes mit einer Fläche von 7.000 Quadratmetern auf dem 2013 erworbenen Gelände. Ende 2022 begann das Unternehmen, das Gebäude um acht zusätzliche Produktionslinien auf über 3.000 Quadratmetern zu erweitern.
Im Februar 2024 begann Orthomol mit dem Bau eines Logistikzentrums im Innovationspark in Leverkusen, das für den Vertrieb und Versand der Orthomol-Produkte zuständig sein soll.
Ende August 2024 berichtete das Manager Magazin unter Berufung auf Banker und Investoren, dass Glagau den Verkauf des Unternehmens plane; das Bieterverfahren startete Anfang September.

## Konzern

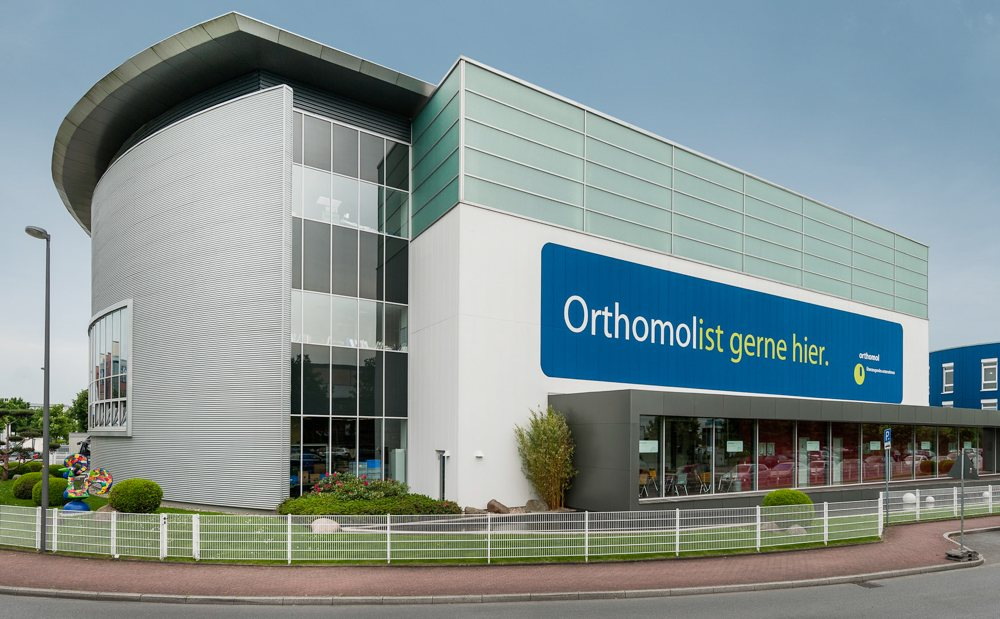
Hauptsitz von Orthomol in Langenfeld

Dachgesellschaft des Unternehmens ist die Orthomol Holding, eine Gesellschaft mit beschränkter Haftung nach deutschem Recht. Ihr Geschäftszweck umfasst den Erwerb, die Errichtung, die Veräußerung, die Verwaltung und das Halten von Beteiligungen und die Geschäftsführung von Unternehmen, die die Herstellung und den Vertrieb von pharmazeutischen Produkten, insbesondere von diätetischen Lebensmitteln, Medizinprodukten Nahrungsergänzungsprodukten und Kosmetika zum Gegenstand haben. Die Orthomol Holding bildet mit ihren deutschen und internationalen Tochtergesellschaften einen Konzern. Als Geschäftsführer fungieren Nils Glagau (Marketing und Vertrieb) und Michael Schmidt (Einkauf, Produktion, Logistik und Technik).
Der Konzern gilt als Beispiel für erfolgreiches Employer Branding, insbesondere aufgrund von Maßnahmen zur Vereinbarkeit von Familie und Beruf und der überdurchschnittlichen Förderung von Auszubildenden. Ferner wurden am Hauptsitz firmeneigene Fitnessstudios und Sporthallen eingerichtet.

## Produkte
Das Sortiment von Orthomol umfasst spezifische Nahrungsergänzungsmittel. Es werden Granulate, Kapseln und Trinkfläschchen für Patienten mit verschiedenen Krankheitsbildern vertrieben sowie Produkte, die das Immunsystem unterstützen sollen.
Das Unternehmen kooperiert mit 36.000 Ärzten und vertreibt seine Produkte in Deutschland über 17.000 Apotheken.

## Allgemeine Einschätzung des Nutzens von Nahrungsergänzungsmitteln
Die Verbraucherzentrale hält Nahrungsergänzungsmittel, die ärztlich empfohlen werden, nicht immer für sinnvoll, und rät zur Vorsicht, wenn „ein ganz bestimmtes Produkt“ und nicht nur ein Nährstoff oder eine Nährstoffkombination empfohlen wird. Ärzten ist der Handel, Verkauf oder die Vermittlung von Nahrungsergänzungsmitteln in ihrer Praxis während der Sprechzeiten nicht gestattet; manche von ihnen verkaufen die Produkte außerhalb der Sprechzeiten oder sind als Vertriebspartner tätig, zum Beispiel durch Auslage von Prospekten, wofür sie Provision erhalten. 
Eine gesunde und ausgewogene Ernährung mache die Gabe von Nahrungsergänzungsmitteln unnötig. Bei Minderjährigen bestehe zudem die Gefahr einer Überschreitung der vom Bundesinstitut für Risikobewertung empfohlenen täglichen Höchstmengen.

### Kritische Beurteilung der Zusammensetzung und Wirksamkeit von Orthomol-Produkten
Im Jahr 2002 bemängelte Der Spiegel, dass Orthomol seinerzeit Präparate ohne jegliche medizinische Evidenz für eine Einnahme im Zusammenhang mit Krebserkrankungen bewarb. Der Tagesspiegel kritisierte, dass Nahrungsergänzungsmittel in erster Linie den Herstellern nützten, und zitierte das Arznei-Telegramm, das angesichts des nicht nachgewiesenen Nutzens und gravierender Bedenken von Produkten der orthomolekularen Medizin abrate.
Laut Peter Sawicki in einem Artikel von Spiegel Online (2014) hat Orthomol Immun (Orthomols bekanntestes Produkt) „weder als Einzelstoff noch als Kombination eine belegte Wirkung bei der Prävention von Erkrankungen“. Der Hinweis des Herstellers auf das Votum der Ethikkommission des Campus Charité sei zudem „eine bewusste Irreführung“. Die Deutsche Apothekerzeitung berichtete 2016, dass rezeptfreie Immunstimulanzien, darunter Orthomol Immun Pro, vom Verbrauchermagazin Öko-Test mit „ungenügend“ bewertet wurden. Neben dem fehlenden Wirksamkeitsbeleg wurden auch Deklarationsmängel und Überdosierungen beanstandet. 2018 urteilte die Wirtschaftswoche, das Unternehmen verkaufe „zweifelhafte Produkte mit vorbildlichem Marketing“.

## Marketing
Seit 2016 ist Orthomol Ausrüster für Nahrungsergänzungsprodukte des Deutschen Eishockey-Bunds sowie der deutschen Eishockey-Nationalmannschaften. Im Rahmen dieses Engagements werden alle DEB-Teams ganzjährig mit Nahrungsergänzungsmitteln aus der Orthomol Sport-Reihe ausgestattet.
In der Saison 2017/18 fungierte das Unternehmen als Hauptsponsor des Fußball-Zweitligisten Fortuna Düsseldorf. Im Handelsblatt war von einem „Coup“ die Rede, der Orthomol große Aufmerksamkeit verschaffe. Nach dem Aufstieg des Vereins in die 1. Bundesliga wurde die Zusammenarbeit beendet, von 2019 bis 2022 war das Unternehmen wiederum Ernährungspartner des Vereins. Darüber hinaus ist das Unternehmen Ernährungspartner des Deutschen Tennis Bunds im Bereich Nachwuchsförderung.
Ab der Saison 2020/21 war Orthomol für zwei Jahre Hauptsponsor des Zweitligisten Hamburger SV. Der Vertrag beinhaltete die Trikotwerbung der Profimannschaft. Bei der Basketball-Europameisterschaft 2022 fungierte Orthomol als Event-Sponsor.
Orthomol war auch Sponsor der Baller League, die erstmals im Januar 2024 stattfand. Ebenfalls seit Januar 2024 ist das Unternehmen Ernährungspartner der Volleyball Bundesliga.
Seit Sommer 2024 ist das Unternehmen Trikotsponsor der Bayer Giants Leverkusen.
Zusammen mit Moderatorin Laura Wontorra leitet Glagau das Team der Wontorriors, einer Mannschaft in der Kleinfeldliga The Icon League, die von Toni Kroos und dem Streamer Elias Nerlich veranstaltet wird.